# Каліду Єро
Каліду Єро (фр. Kalidou Yero, нар. 19 серпня 1991, Дакар) — сенегальський футболіст, нападник клубу «Жіл Вісенте».

## Клубна кар'єра
У дорослому футболі дебютував 2009 року виступами за клубу «Портімоненсі», в якому провів один сезон, взявши участь у 11 матчах чемпіонату. 
Своєю грою за цю команду привернув увагу представників тренерського штабу клубу «Олівейренсі», до складу якого приєднався влітку 2010 року. Відіграв за клуб Олівейра-ді-Аземейша наступний сезон своєї ігрової кар'єри. Більшість часу, проведеного у складі «Олівейренсі», був основним гравцем атакувальної ланки команди.
До складу клубу «Жіл Вісенте» приєднався в липні 2011 року. Наразі встиг відіграти за клуб з Барселуша 6 матчів в національному чемпіонаті.

## Виступи за збірну
2012 року захищав кольори олімпійської збірної Сенегалу на Олімпійських іграх 2012 року у Лондоні.